# 梅江 (芙蓉江支流)
梅江是中国长江流域的一条河流，汇入芙蓉江，属于乌江水系。河长69千米，流域面积1243平方千米，多年平均流量25立方米每秒。自然落差1184米。水能理论蕴藏量4万千瓦。

## 概况
梅江上游名叫“灰磏河”，中游名叫“梅江”，下游名叫“土城河”、“松江”。主流发源于南川市笋子山，从大磏镇西北石人山入境，向东南流经接龙、开建、三会、福星、大田、池村、梅江、河口、淞江、大路等地，在三合口注入芙蓉江。流经道真仡佬族苗族自治县69.3公里，流域面积1253平方公里，落差1184米，河床比降17.1‰，年均流量25.1立方米每秒。

## 支流
梅江的主要支流有
- 凌霄河：发源于杠村北关，南流经蚂蟥沟、阳溪、凌霄至大河口汇入梅江，是梅江最大支流。[2]河长46.1公里，流域面积399平方公里，河床比降27.2‰，年均流量4.78立方米每秒。[3]

- 玉溪河：发源于双河黄家槽，向东流入上坝大塘口，然后向北流入巴渔，到邹家坝再向东，流经县城，在鸭子坝落水孔潜入地下。[3]向东流到土城，注入梅江。河长31.5公里，流域面积175平方公里，河床比降16.8‰，年均流量3.35立方米每秒。[3]

- 巴渔溪：发源于平胜境内，东流经沙坝、巴渔，到金坝消水孔潜入地下，在浑水洞出，注入梅江。[3]河长25.9公里，流域面积80平方公里，河床比降17.4‰，年均流量0.15立方米每秒。[3]